# Liste der Gemälde von Archip Kuindschi
Die Liste der Gemälde von Archip Kuindschi enthält die Werke des Malers Archip Iwanowitsch Kuindschi. Die Liste ist unvollständig.
| Bild | Name                                                         | Maltechnik                    | Maße             | Entstehungsjahr               | Museum                                                                                 |
| ---- | ------------------------------------------------------------ | ----------------------------- | ---------------- | ----------------------------- | -------------------------------------------------------------------------------------- |
|      | Mondnacht am Dnepr.                                          | Öl auf Leinwand               | 104 × 113 cm     | 1879                          | Tretjakow-Galerie, Varianten Russisches Museum (Petersburg), Gemäldegalerie Simferopol |
|      | Mondnacht am Dnepr.                                          | Öl auf Leinwand               | 105 × 146 cm     | 1880                          | Russisches Museum, Petersburg                                                          |
|      | Nacht am Dnepr.                                              | Öl auf Karton                 | 19,5 × 24 cm     | nach 1880                     | Tretjakow-Galerie                                                                      |
|      | Nacht.                                                       | Holz                          | 23 × 30,9 cm     | 1880er Jahre                  | Kuindzhi-Museumwohnung, Petersburg                                                     |
|      | Dnepr am Morgen.                                             | Öl auf Leinwand               | 107,5 × 170,5 cm | 1881                          | Tretjakow-Galerie                                                                      |
|      | Nacht am Dnepr.                                              | Öl auf Leinwand               | 107 × 145 cm     | 1882                          | Kunstmuseum Simferopol                                                                 |
|      | Mondnacht.                                                   | Öl auf Wachstuch (auf Karton) | 30 × 19,3 cm     | zwischen 1876 und 1890        | Russisches Museum, Petersburg                                                          |
|      | Nacht am Dnepr.                                              | Öl auf Papier (auf Leinwand)  | 40 × 54 cm       | 1890er                        | Russisches Museum                                                                      |
|      | Dnepr. Skizze.                                               | Öl auf Papier (auf Karton)    | 21,7 × 34,5 cm   | 1901                          | Russisches Museum, Petersburg                                                          |
|      | Dnepr.                                                       | Öl auf Leinwand               | 108 × 170 cm     | 1901                          | Pskow, Russland                                                                        |
|      | Nacht.                                                       | Öl auf Leinwand               | 107 × 169 cm     | 1905–1908                     | Russisches Museum                                                                      |
|      | Mondnacht.                                                   | Öl auf Papier (auf Sperrholz) | 22 × 33 cm       | um 1910                       | Kroschyzkyj-Kunstmuseum Sewastopol                                                     |
|      | Roter Sonnenuntergang.                                       | Öl auf Leinwand               | 134,6 × 188 cm   | 1905                          | Metropolitan Museum of Art, New York, Skizze — Kuindschi-Kunstmuseum, Mariupol         |
|      | Ukrainische Nacht.                                           | Öl auf Leinwand               | 82 × 165,5 cm    | 1876                          | Tretjakow-Galerie                                                                      |
|      | Nacht am Don.                                                | Öl auf Leinwand               | 165 × 115 cm     | 1882                          | Nationalmuseum Kiewer Gemäldegalerie                                                   |
|      | Mondnacht.                                                   | Öl auf Leinwand               |                  |                               | Wassili-Wereschtschagin-Kunstmuseum der Stadt Mykolajiw                                |
|      | Ukrainische Landschaft.                                      | Öl auf Papier (auf Leinwand)  | 35 × 61 cm       | um 1910                       | Kunstgalerie Perm                                                                      |
|      | Vergessenes Dorf.                                            | Öl auf Leinwand               | 81,7 × 165 cm    | 1874                          | Tretjakow-Galerie                                                                      |
|      | Wolga.                                                       | Öl auf Leinwand               | 104,5 × 169 cm   | 1905–1908                     | Staatliches Kunstmuseum, Baku, Aserbaidschan                                           |
|      | Wellen.                                                      | Öl auf Leinwand               | 20,5 × 29,5      | 1870er Jahre                  | Kunstmuseum Taganrog                                                                   |
|      | Boot im Meer. Krim.                                          | Öl auf Wachstuch              | 16 × 25,3 cm     | vor 1875                      | Russisches Museum, Petersburg                                                          |
|      | Meer.                                                        | Öl auf Papier                 | 20 × 26 cm       | zwischen 1875 und 1879        | Staatliches Kunstmuseum der Tschuwaschischen Republik                                  |
|      | Brandung. Krim.                                              | Öl auf Papier (auf Karton)    | 25,3 × 31,5 cm   | zwischen 1876 und 1890        | Russisches Museum, Petersburg                                                          |
|      | Meeresküste mit Blick auf den Berg Demerdzhi. Krim.          | Öl auf Papier                 | 10,8 × 17,1 cm   | 1880er                        | Russisches Museum, Petersburg                                                          |
|      | Blick vom Berg auf Küste und Meer. Krim.                     | Öl auf Papier (auf Karton)    | 10,9 × 17,3 cm   | 1880er                        | Russisches Museum, Petersburg                                                          |
|      | Meeresküste.                                                 | Öl auf Papier (auf Karton)    | 10,7 × 17,4 cm   | 1885                          | Kunstmuseum nach den Brüdern Wasnezow, Wjatka                                          |
|      | Krim. Südküste.                                              | Öl auf Papier (auf Karton)    | 10,9 × 17,3 cm   | 1887                          | Russisches Museum, Petersburg                                                          |
|      | Brandung. Krim.                                              | Öl auf Papier (auf Karton)    | 11 × 17,4 cm     | 1887                          | Russisches Museum, Petersburg                                                          |
|      | Berge. Morgen. Krim.                                         | Öl auf Karton                 | 10,8 × 17,3 cm   | 1887                          | Kunstmuseum nach den Brüdern Wasnezow, Wjatka                                          |
|      | Meeresküste, Krim.                                           | Öl auf Papier (auf Karton)    | 10 × 16 cm       | zwischen 1885 und 1890        | Russisches Museum, Petersburg                                                          |
|      | Bergabhang auf Krim. Skizze.                                 | Öl auf Papier                 | 10,8 × 17,2 cm   | zwischen 1885 und 1890        | Russisches Museum, Petersburg                                                          |
|      | Felsige Meerküste. Krim.                                     | Öl auf Papier (auf Karton)    | 10,9 × 17,3 cm   | zwischen 1885 und 1890        | Russisches Museum, Petersburg                                                          |
|      | Meeresküste.                                                 | Öl auf Papier                 | 10,7 × 17,2 cm   | 1887                          | Kunstmuseum nach den Brüdern Wasnezow, Wjatka                                          |
|      | Bergabhang. Krim.                                            | Öl auf Papier (auf Leinwand)  | 17,7 × 11,4 cm   | 1887                          | Russisches Museum, Petersburg                                                          |
|      | Zypressen am Meer auf der Krim.                              | Öl auf Papier (auf Karton)    | 10,8 × 17,3 cm   | 1887                          | Russisches Museum, Petersburg                                                          |
|      | Sonnenblumen. Krim. Skizze.                                  | Öl auf Leinwand (auf Karton)  | 25 × 40,3 cm     | vor 1889                      | Russisches Museum, Petersburg                                                          |
|      | Krim. Jaila                                                  | Öl auf Papier (auf Karton)    | 11 × 17,5 cm     | vor 1890                      | Russisches Museum, Petersburg                                                          |
|      | Dämmerung am Meer. Krim.                                     | Öl auf Papier (auf Karton)    | 36 × 56 cm       | Zwischen 1890 und 1900        | Kunstmuseum Iwanowo                                                                    |
|      | Steine. Krim.                                                | Öl auf Papier                 | 11 × 17,4 cm     | 1890er                        | Kunstmuseum Nowosibirsk                                                                |
|      | Bergtal. Krim.                                               | Öl auf Papier (auf Karton)    | 18 × 11,5 cm     | 1890er                        | Russisches Museum, Petersburg                                                          |
|      | Meer. Krim.                                                  | Öl auf Papier (auf Karton)    | 10,9 × 17,3 cm   | 1890er                        | Russisches Museum, Petersburg                                                          |
|      | Darjal. Mondnacht.                                           | Öl auf Papier (auf Leinwand)  | 38 × 56,5 cm     | Zwischen 1890 und 1895        | Tretjakow-Galerie                                                                      |
|      | Krim. Weite.                                                 | Öl auf Papier (auf Leinwand)  | 41 × 52 cm       | Zwischen 1898 und 1908        | Russisches Museum, Petersburg                                                          |
|      | Meer.                                                        | Öl auf Papier (auf Karton)    | 25 × 30,6 cm     | Zwischen 1898 und 1908        | Sawizki-Kunstgalerie Pensa                                                             |
|      | Berg Ai-Petri. Krim.                                         | Öl auf Papier (auf Leinwand)  | 39 × 53 cm       | Zwischen 1898 und 1908        | Am 27. Januar 2018 aus der Tretjakow-Galerie gestohlen                                 |
|      | Küste mit Felsen.                                            | Öl auf Papier (auf Leinwand)  | 39,3 × 56,3 cm   | Zwischen 1898 und 1908        | Kunstmuseum nach den Brüdern Wasnezow, Wjatka                                          |
|      | Meer. Grauer Tag. Mariupol.                                  | Öl auf Leinwand (auf Karton)  | 19,4 × 30,3 cm   | 1901                          | Russisches Museum, Petersburg Kunstmuseum                                              |
|      | Auf der Krim.                                                | Öl auf Papier (auf Leinwand)  | 38 × 56,3 cm     | Zwischen 1900 und 1905        | Radischtschew-Kunstmuseum Saratow                                                      |
|      | Krim.                                                        | Öl auf Leinwand               | 140 × 210 cm     | Zwischen 1900 und 1905        | Russisches Museum, Petersburg                                                          |
|      | Klares Wasser. Krim.                                         | Öl auf Papier                 | 10,8 × 17,2 cm   | Zwischen 1900 und 1905        | Radischtschew-Kunstmuseum Saratow                                                      |
|      | Felsen.                                                      | Öl auf Papier                 | 17 × 11 cm       | um 1910                       | Baschkirisches staatliches Nesterow-Kunstmuseum                                        |
|      | Krim.                                                        |                               |                  |                               |                                                                                        |
|      | Mondnacht auf dem Meer.                                      | Öl auf Karton                 | 72,5 × 56,3 cm   | bis 1910                      | Permer Staatliche Kunstgalerie                                                         |
|      | Welle.                                                       | Öl auf Karton                 | 12,8 × 18,7 cm   | Zwischen 1895 und 1900        | Staatliches Kunstmuseum der Republik Tatarstan                                         |
|      | Brandung.                                                    | Öl auf Papier (auf Leinwand)  | 39,5 × 53 cm     | 1900er                        | Russisches Museum, Petersburg                                                          |
|      | Im Nebel.                                                    | Öl auf Leinwand               | 140,4 × 177,5 cm | Zwischen 1905 und 1908        | Nationales Kunstmuseum Weißrusslands                                                   |
|      | Klares Wasser. Trüber Tag.                                   | Öl auf Wachstuch              |                  | Zwischen 1898 und 1908        | Russisches Museum, Petersburg                                                          |
|      | Sonnenaufgang.                                               | Öl auf Leinwand               | 84 × 49,5 cm     | 1890–1895                     | Kramskoi-Kunstmuseum Woronesch                                                         |
|      | Brandung an einem verregneten Tag.                           | Öl auf Papier (auf Karton)    | 58 × 36,5 cm     | 1890er                        | Russisches Museum, Petersburg                                                          |
|      | Meer. Krim.                                                  | Öl auf Leinwand               | 54 × 40 cm       | Zwischen 1898 und 1908        | Russisches Museum, Petersburg                                                          |
|      | Wolke.                                                       | Öl auf Leinwand               | 41 × 53 cm       | Zwischen 1898 und 1908        | Kunstmuseum Samara                                                                     |
|      | Meer.                                                        | Öl auf Papier                 | 10,9 × 17,3 cm   | Zwischen 1890 und 1995        | Russisches Museum, Petersburg                                                          |
|      | Fischer am Schwarzen Meer.                                   | Öl auf Leinwand               | 67 × 102,5 cm    | 1900                          | Chabarowsk                                                                             |
|      | Meer.                                                        | Öl auf Papier (auf Leinwand)  | 42 × 53 cm       | Zwischen 1898 und 1908        | Kunstmuseum Samara                                                                     |
|      | Segelboot auf dem Meer.                                      | Öl auf Karton                 | 38,4 × 26 cm     | 1876                          | Russisches Museum                                                                      |
|      | Nach dem Gewitter, Skizze                                    | Öl auf Leinwand               | 102 × 159 cm     | 1879                          | Nykanor-Onazkyj-Kunstmuseum Sumy                                                       |
|      | Winterlicher Sonnenuntergang am Meer.                        | Öl auf Wachstuch              | 25 × 30,2 cm     | 1890                          | Russisches Museum, Petersburg                                                          |
|      | Sonnenuntergang in der Steppe am Meer.                       | Öl auf Papier (auf Leinwand)  | 39,5 × 53 cm     | 1900er                        | Russisches Museum, Petersburg                                                          |
|      | Abend in der Steppe.                                         | Öl auf Karton                 | 16,8 × 33,5 cm   | zwischen 1876 und 1890        | Russisches Museum, Petersburg                                                          |
|      | Ukraine.                                                     | Öl auf Leinwand               | 46 × 36 cm       | 1879                          | Kunstmuseum Nischni Nowgorod                                                           |
|      | Herbst. Wolkiger Tag über der Steppe.                        | Öl auf Karton                 | 15 × 24,5 cm     | 1875                          | Russisches Museum, Petersburg                                                          |
|      | Steppe.                                                      | Öl auf Karton                 | 25,7 × 40,3 cm   | 1875                          | Kunstmuseum Jaroslawl                                                                  |
|      | Tschumakenweg in Mariupol.                                   | Öl auf Leinwand               | 106 × 213 cm     | 1875                          | Tretjakow-Galerie                                                                      |
|      | Sonnenuntergang.                                             | Öl auf Papier (auf Leinwand)  | 58 × 37 cm       | Zwischen 1890 und 1895        | Staatliches Kunstmuseum der Tschuwaschischen Republik                                  |
|      | Steppe mit Windmühle im Hintergrund.                         | Öl auf Leinwand               | 69,5 × 109,5 cm  | 1875                          | Kunstmuseum Jaroslawl                                                                  |
|      | Herbst. Steppe.                                              | Öl auf Karton                 | 19,8 × 34,8 cm   | 1875                          | Russisches Museum, Petersburg                                                          |
|      | Landschaft. Steppe.                                          | Öl auf Leinwand               | 33 × 61 cm       | Zwischen 1890 und 1895        | Tretjakow-Galerie                                                                      |
|      | Herde in der Steppe.                                         | Öl auf Papier (auf Leinwand)  | 51 × 42 cm       | Zwischen 1890 und 1895        | Russisches Museum, Petersburg                                                          |
|      | Abend in der Ukraine.                                        | Öl auf Leinwand               | 81 × 163 cm      | 1901                          | Russisches Museum, Petersburg Kunstmuseum                                              |
|      | Herbstlicher Morast.                                         | Öl auf Leinwand               | 71 × 110,5       | 1870                          | Russisches Museum, Petersburg                                                          |
|      | Auf Valaam.                                                  | Öl auf Leinwand               | 110 × 71,5 cm    | 1872                          | Kunstmuseum Tula                                                                       |
|      | Auf der Insel Valaam.                                        | Öl auf Leinwand               | 76 × 130 cm      | 1873                          | Tretjakow-Galerie                                                                      |
|      | Ladogasee.                                                   | Öl auf Leinwand               | 79,5 × 62,5 cm   | 1873                          | Russisches Museum, Petersburg                                                          |
|      | Kiefer.                                                      | Öl auf Papier (auf Karton)    | 52,5 × 38,5 cm   | 1882                          | Kunstmuseum Simferopol                                                                 |
|      | Waldferne.                                                   | Öl auf Papier (auf Karton)    | 30,5 × 25 cm     | 1900er                        | Russisches Museum, Petersburg                                                          |
|      | Park im Sonnenlicht                                          | Öl auf Papier (auf Leinwand)  | 53,2 × 39,3 cm   | Zwischen 1899 und 1908        | Russisches Museum, Petersburg                                                          |
|      | Kiefer.                                                      | Öl auf Papier (auf Leinwand)  | 55 × 36,5 cm     | 1878                          | Nykanor-Onazkyj-Kunstmuseum Sumy                                                       |
|      | Kiefer.                                                      | Öl auf Papier (auf Leinwand)  | 55 × 36,5 cm     | 1882                          | Kunstmuseum Twer                                                                       |
|      | Pappeln.                                                     | Öl auf Karton                 | 25,5 × 40,6 cm   | vor 1875                      | Kunstmuseum Rostow                                                                     |
|      | Unkraut.                                                     | Öl auf Leinwand               | 25,6 × 40,2 cm   | 1875                          | Russisches Museum, Petersburg                                                          |
|      | Wolken. Skizze.                                              | Öl auf Wachstuch              | 11,6 × 16,2 cm   | 1875                          | Russisches Museum, Petersburg                                                          |
|      | Ein Baum vor dem Abendhimmel. Ukraine.                       | Öl auf Papier (auf Karton)    | 17,3 × 10,9 cm   | 1900er                        | Russisches Museum, Petersburg Kunstmuseum                                              |
|      | Dämmerung. Strahlen der untergehenden Sonne über den Hügeln. | Öl auf Papier (auf Karton)    | 10,7 × 18,1 cm   | zwischen 1876 und 1890        | Russisches Museum, Petersburg                                                          |
|      | Sonnenuntergang.                                             | Öl auf Karton                 | 22 × 35,2 cm     | 1876                          | Russisches Museum, Petersburg                                                          |
|      | Sonnenuntergang mit Bäumen.                                  | Öl auf Karton                 | 22 × 34 cm       | 1890                          | Kunstmuseum Rostow                                                                     |
|      | Bäume im Wald bei Sonnenuntergang. Skizze.                   | Öl auf Karton                 | 55 × 36,5 cm     | 1878                          | Gemäldegalerie Wologda                                                                 |
|      | Sonnenuntergang im Wald.                                     | Öl auf Leinwand               | 159 × 104 cm     | 1878                          | Nationalgalerie Armeniens, Jerewan                                                     |
|      | Vollmond. Schlaflosigkeit.                                   |                               | 25 × 30,2 cm     |                               |                                                                                        |
|      | Nordsee im Mondlicht.                                        | Öl auf Leinwand               | 37 × 56 cm       | 1878                          | Litauisches Kunstmuseum                                                                |
|      | Wald.                                                        | Öl auf Papier (auf Leinwand)  | 39 × 53 cm       | 1890er                        | Staatliches Kunstmuseum der Tschuwaschischen Republik                                  |
|      | Birkenhaide.                                                 | Öl auf Papier (auf Leinwand)  | 36,5 × 55 cm     | 1880er                        | Museum Abramzewo                                                                       |
|      | Birkenhain. Skizze.                                          | Öl auf Leinwand               | 19 × 36,4 cm     | 1879                          | Staatliches Kunstmuseum Nischni Nowgorod, fertige Version – Tretjakow-Galerie          |
|      | Birkenhain.                                                  | Öl auf Leinwand               | 97 × 181 cm      | 1879                          | Tretjakow-Galerie                                                                      |
|      | Birkenhain.                                                  | Öl auf Leinwand               | 28,5 × 48,5 cm   | um 1879                       | Tretjakow-Galerie                                                                      |
|      | Norden.                                                      | Öl auf Leinwand               | 135 × 104,5 cm   | 1879                          | Tretjakow-Galerie                                                                      |
|      | Nach dem Regen. Skizze.                                      |                               |                  | 1879                          | Russisches Museum, Petersburg, fertige Version — Tretjakow-Galerie                     |
|      | Nach dem Regen                                               | Öl auf Leinwand               | 105 × 161 cm     | 1879                          | Tretjakow-Galerie                                                                      |
|      | Nach dem Regen.                                              | Öl auf Karton                 |                  | 1879                          | Burjatisches Republikanisches Sampilow-Kunstmuseum                                     |
|      | Nach dem Regen.                                              | Öl auf Papier (auf Leinwand)  | 41,5 × 52,5 cm   | 1901                          | Russisches Museum, Petersburg Kunstmuseum                                              |
|      | Nach dem Regen.                                              | Öl auf Papier (auf Karton)    | 11 × 17 cm       | Zwischen 1890 und 1995        | Russisches Museum, Petersburg                                                          |
|      | Regenbogen.                                                  | Öl auf Karton                 | 20 × 31 cm       | zwischen 1875 und 1879        | Staatliches Kunstmuseum der Tschuwaschischen Republik                                  |
|      | Regenbogen.                                                  | Öl auf Karton                 | 12,1 × 18,3 cm   | Zwischen 1898 und 1908        | Kunstmuseum Samara                                                                     |
|      | Waldesferne.                                                 | Öl auf Karton auf Leinwand    | 36 × 55 cm       | bis 1879                      | Kunstmuseum Samara                                                                     |
|      | Sonnenflecken auf Schnee.                                    | Öl auf Wachstuch              | 24,4 × 27,2 cm   | 1890                          | Russisches Museum, Petersburg                                                          |
|      | Winter. Nebel.                                               | Öl auf Papier (auf Karton)    | 10,9 × 17,1 cm   | Zwischen 1890 und 1995        | Russisches Museum, Petersburg                                                          |
|      | Winter. Etüde.                                               | Öl auf Papier (auf Karton)    | 10,9 × 17,3 cm   | Zwischen 1890 und 1995        | Russisches Museum, Petersburg                                                          |
|      | Isaakskathedrale im Mondlicht.                               | Öl auf Leinwand               | 80 × 124,5 cm    | 1869                          | Kunstmuseum Smolensk                                                                   |
|      | Blick auf Moskau von den Sperlingsbergen.                    | Öl auf Karton                 | 25 × 40,5 cm     | 1882                          | Russisches Museum, Petersburg                                                          |
|      | Blick auf Moskau mit Moskvorezki-Brücke.                     | Öl auf Leinwand (auf Karton)  | 25,5 × 42 cm     | 1882                          | Russisches Museum, Petersburg                                                          |
|      | Moskauer Kreml von Samoskworetschje aus.                     | Öl auf Leinwand               | 25 × 40 cm       | 1882                          | Russisches Museum, Petersburg                                                          |
|      | Abend.                                                       | Öl auf Leinwand               |                  | vor 1890                      | Nationalmuseum Kiewer Gemäldegalerie                                                   |
|      | Dächer.                                                      | Öl auf Leinwand               | 24,3 × 25 cm     | zwischen 1895 und 1990        | Russisches Museum, Petersburg                                                          |
|      | Winter. Lichtflecken auf den Dächern der Hütten.             | Öl auf Karton                 | 11 × 17,3 cm     | zwischen 1890 und 1995        | Kunstmuseum nach den Brüdern Wasnezow, Wjatka                                          |
|      | Sonnenuntergangseffekt                                       | Öl auf Papier (auf Leinwand)  | 39 × 53 cm       | 1885–1890                     | Russisches Museum, Petersburg                                                          |
|      | Sonnenuntergang im Wald.                                     | Öl auf Karton                 | 40 × 57,5 cm     | bis 1910                      | Burjatisches Republikanisches Sampilow-Kunstmuseum                                     |
|      | See. Abend.                                                  | Öl auf Leinwand               | 39 × 55 cm       | Russisches Museum, Petersburg |                                                                                        |
|      | Tauwetter im Winter.                                         | Öl auf Papier (auf Karton)    | 10,8 × 17,2 cm   | 1890–1895                     | Russisches Museum, Petersburg                                                          |
|      | Winter. Verschneite Hütten.                                  | Öl auf Papier (auf Karton)    | 11 × 17,4 cm     | 1890–1895                     | Russisches Museum, Petersburg                                                          |
|      | Sonnenuntergang.                                             | Öl auf Papier (auf Leinwand)  | 39 × 54,5 cm     | 1890–1895                     | Staatliches Kunstmuseum der Republik Tatarstan                                         |
|      | Sonnenuntergang.                                             | Öl auf Papier (auf Leinwand)  |                  | 1890–1895                     | Russisches Museum, Petersburg                                                          |
|      | Dämmerung.                                                   | Öl auf Papier (auf Leinwand)  | 38,7 × 55,5 cm   | 1890–1895                     | Russisches Museum, Petersburg                                                          |
|      | Frühling.                                                    | Öl auf Leinwand               | 40,5 × 54 cm     | 1890–1895                     | Kunstmuseum Charkiw                                                                    |
|      | Herbst.                                                      | Öl auf Papier (auf Leinwand)  | 36,8 × 58,7 cm   | 1890–1895                     | Russisches Museum, Petersburg                                                          |
|      | Herbst.                                                      | Öl auf Karton                 | 19,8 × 34,8 cm   | 1875                          | Russisches Museum, Petersburg                                                          |
|      | Wölkchen.                                                    | Öl auf Leinwand               |                  | 1896                          | Burjatisches Republikanisches Sampilow-Kunstmuseum                                     |
|      | Kaukasus. Schneebedeckte Gipfel.                             | Öl auf Papier (auf Karton)    | 27 × 39,2 cm     | 1890–1895                     | Russisches Museum, Petersburg                                                          |
|      | Mondnacht.                                                   | Öl auf Papier (auf Leinwand)  | 34,5 × 60,6 cm   | 1890er                        | Russisches Museum, Petersburg                                                          |
|      | Mondsichel vor der untergehenden Sonne.                      | Öl auf Papier (auf Karton)    | 32 × 20,3 cm     | 1890er                        | Russisches Museum, Petersburg                                                          |
|      | Nach dem Regen.                                              | Öl auf Papier (auf Karton)    |                  | 1890–1895                     | Russisches Museum, Petersburg                                                          |
|      | Dorf. Abend.                                                 | Öl auf Leinwand               | 28,5 × 48 cm     | Ende 1870er – 1880            | Kunstmuseum Chanty-Mansijsk                                                            |
|      | Landschaft.                                                  | Öl auf Karton                 |                  | 1874                          | Kunstmuseum Luhansk                                                                    |
|      | Elbrus.                                                      | Öl auf Papier (auf Karton)    | 20 × 27,2 cm     | 1898–1908                     | Russisches Museum, Petersburg                                                          |
|      | Elbrus am Abend.                                             | Öl auf Leinwand               | 39,3 × 53,3 cm   | 1898–1908                     | Russisches Museum, Petersburg                                                          |
|      | Rosa Sonnenuntergang und Elbrus                              | Öl auf Papier (auf Leinwand)  | 39,3 × 53,3 cm   | 1898–1908                     | Russisches Museum, Petersburg                                                          |
|      | Elbrus am Tag.                                               | Öl auf grauem Papier          | 20 × 27,2 cm     | 1898–1908                     | Russisches Museum, Petersburg                                                          |
|      | Kasbek.                                                      | Öl auf Papier (auf Karton)    | 11,5 × 17,5 cm   | bis 1910                      | Sawizki-Kunstgalerie Pensa                                                             |
|      | Nebel in den Bergen.                                         | Öl auf Leinwand               | 34 × 61          | 1898–1908                     | Russisches Museum, Petersburg                                                          |
|      | Sonnenuntergang.                                             | Öl auf Papier (auf Leinwand)  | 40,5 × 58 cm     | 1898–1908                     | Russisches Museum, Petersburg                                                          |
|      | Sonnenuntergang in der Steppe.                               | Öl auf Leinwand               | 39,5 × 57,5 cm   | 1900                          | Burjatisches Republikanisches Sampilow-Kunstmuseum                                     |
|      | Herbst. Nebel.                                               | Öl auf Papier (auf Leinwand)  | 36,5 × 54,9 cm   | 1898–1908                     | Russisches Museum, Petersburg                                                          |
|      | Steppe am Abend.                                             | Öl auf Leinwand               | 76,2 × 107,3 cm  | bis 1910                      | Kunstgalerie Perm                                                                      |
|      | Dämmerung in der Steppe.                                     | Öl auf Karton                 | 20,5 × 27,5 cm   | bis 1910                      | Kunstmuseum Stawropol                                                                  |
|      | Wölkchen über dem Bergtal.                                   | Öl auf Papier (auf Leinwand)  | 11 × 17,3 cm     | 1898–1908                     | Russisches Museum, Petersburg                                                          |
|      | Wolke über Steppe.                                           | Öl auf Leinwand               | 39,5 × 54,3 cm   | 1898–1908                     | Russisches Museum, Petersburg                                                          |
|      | Wölkchen.                                                    | Öl auf Leinwand               | 194 × 140 cm     | 1900–1905                     | Russisches Museum, Petersburg                                                          |
|      | Sonnenuntergang.                                             | Öl auf Papier (auf Leinwand)  | 39 × 56 cm       | 1900er                        | Russisches Museum, Petersburg Kunstmuseum                                              |
|      | Sonnenuntergang über dem Kiefernwald.                        | Öl auf Papier (auf Leinwand)  | 38,7 × 58,5 cm   | 1900er                        | Russisches Museum, Petersburg                                                          |
|      | Roter Sonnenuntergang.                                       | Öl auf Leinwand (auf Karton)  | 19,2 × 35,5 cm   | 1890–1895                     | Russisches Museum, Petersburg                                                          |
|      | Regenbogen nach dem Regen.                                   | Öl auf Leinwand               | 25,9 × 31,8 cm   | bis 1910                      | Staatliches Kunstmuseum der Republik Tatarstan, Kasan                                  |
|      | Regenbogen.                                                  | Öl auf Leinwand (auf Karton)  | 24 × 33,5 cm     | 1900er                        | Kunstmuseum Taganrog                                                                   |
|      | Regenbogen.                                                  | Öl auf Leinwand               | 110 × 171 cm     | 1900–1905                     | Russisches Museum, Petersburg                                                          |
|      | Regenbogen.                                                  | Öl auf Papier (auf Karton)    | 11 × 17,1 cm     | Zwischen 1890 und 1900        | Sawizki-Kunstgalerie Pensa                                                             |
|      | Waldsumpf.                                                   | Öl auf Papier (auf Leinwand)  | 10,9 × 17,3 cm   | 1898–1908                     | Russisches Museum, Petersburg                                                          |
|      | Birkenhain. Sonnenlichtflecken                               | Öl auf Papier (auf Leinwand)  | 55 × 36,5 cm     | 1890–1895                     | Russisches Museum, Petersburg                                                          |
|      | Wald. Kletten.                                               | Öl auf Papier (auf Karton)    | 17,5 × 10,8 cm   | 1890er                        | Russisches Museum, Petersburg                                                          |
|      | Hain.                                                        | Öl auf Papier (auf Leinwand)  | 23,5 × 37,5 cm   | 1898–1908                     | Russisches Museum, Petersburg                                                          |
|      | Hain.                                                        | Öl auf Papier (auf Karton)    |                  |                               | Kunstmuseum Berdjansk                                                                  |
|      | Birkenstämme.                                                | Öl auf Karton                 | 35 × 35 cm       | 1879                          | Kunstgalerie Perm                                                                      |
|      | Birkenhain.                                                  | Öl auf Leinwand (auf Karton)  | 19,5 × 36,8 cm   | 1879                          | Russisches Museum, Petersburg                                                          |
|      | Birkenhain.                                                  | Öl auf Papier (auf Karton)    | 21 × 33,5 cm     | 1879                          | Russisches Museum, Petersburg                                                          |
|      | Birkenhain. Skizze.                                          |                               |                  | 1898–1908                     | Russisches Museum, Petersburg                                                          |
|      | Birkenhain.                                                  | Öl auf Leinwand               | 163 × 115 cm     | 1901                          | Nationales Kunstmuseum Weißrusslands, Minsk                                            |
|      | Eiche.                                                       | Öl auf Papier (auf Karton)    | 11,4 × 17,4 cm   | 1900er                        | Russisches Museum, Petersburg Kunstmuseum                                              |
|      | Eichen.                                                      | Öl auf Leinwand               | 84 × 164 cm      | 1900–1905                     | Russisches Museum, Petersburg                                                          |
|      | Eiche.                                                       | Öl auf Papier (auf Karton)    | 18,3 × 12,3 cm   | 1900–1905                     | Radischtschew-Kunstmuseum Saratow                                                      |
|      | Baum.                                                        | Öl auf Papier                 | 17,4 × 10,8 cm   | Zwischen 1890 und 1895        | Nationales Kunstmuseum Weißrusslands                                                   |
|      | Waldwildnis.                                                 | Öl auf Papier (auf Leinwand)  | 39 × 52,5 cm     | 1890er                        | Russisches Museum, Petersburg                                                          |
|      | Waldwildnis.                                                 | Öl auf Papier                 | 10,8 × 17,3 cm   | 1890er                        | Russisches Museum, Petersburg                                                          |
|      | Waldlichtung.                                                | Öl auf Zink                   | 10,8 × 17 cm     | 1887                          | Tretjakow-Galerie                                                                      |
|      | Wald. Skizze.                                                | Öl auf Zink                   | 10,8 × 17,1 cm   | 1887                          | Tretjakow-Galerie                                                                      |
|      | Baumstämme.                                                  |                               |                  | vor 1889                      | Burjatisches Republikanisches Sampilow-Kunstmuseum                                     |
|      | Birkenwald.                                                  | Öl auf Leinwand               | 38 × 58 cm       | vor 1889                      | Burjatisches Republikanisches Sampilow-Kunstmuseum Petersburg                          |
|      | Birken im Wald.                                              | Öl auf Zink                   | 11 × 17,2 cm     | vor 1890                      | Russisches Museum, Petersburg                                                          |
|      | Waldsee.                                                     | Öl auf Papier (auf Leinwand)  | 38,4 × 55,5 cm   | 1890                          | Russisches Museum, Petersburg                                                          |
|      | Blumengarten im Kaukasus.                                    | Öl auf Papier (auf Karton)    | 11 × 17,5 cm     | 1908                          | Russisches Museum, Petersburg                                                          |
|      | Schneebedeckte Berge.                                        | Öl auf Papier                 | 19 × 26,5 cm     | 1890–1895                     | Tschuwaschisches Staatliches Kunstmuseum, Tscheboksary                                 |
|      | Elbrus. Mondnacht.                                           | Öl auf Papier (auf Leinwand)  | 36,5 × 55,4 cm   | 1890–1895                     | Tretjakow-Galerie                                                                      |
|      | Kaukasus. Schneebedeckte Berge.                              |                               | 38,8 × 52,9 cm   | 1890–1895                     | Tretjakow-Galerie                                                                      |
|      | Berg Elbrus am Tag.                                          | Öl auf Papier                 | 19,8 × 22,3 cm   | vor 1890                      | Russisches Museum, Petersburg                                                          |
|      | Elbrus, von der Sonne beschienen.                            | Öl auf Papier                 | 20,8 × 24,8 cm   | 1898–1908                     | Russisches Museum, Petersburg                                                          |
|      | Berge.                                                       | Öl auf Holz                   | 10 × 16 cm       | 1890–1895                     | Staatliches Kunstmuseum der Republik Tatarstan                                         |
|      | Christus im Garten Gethsemane                                | Öl auf Leinwand               | 106,5 × 142,5 cm | 1901                          | Worontsow-Palast, Alupka, Krim                                                         |
|      | Nachtlandschaft.                                             | Öl auf Leinwand               | 47 × 70 cm       | bis 1910                      | Suchatschew-Kunstmuseum, Irkutsk                                                       |
|      | Herbst.                                                      | Öl auf Papier                 | 11,5 × 18,7 cm   | zwischen 1876 und 1890        | Russisches Museum, Petersburg                                                          |
|      | Lichtspiele auf winterlichem Reif.Sonnenuntergang im Wald.   | Öl auf Papier (auf Karton)    | 18 × 11,2 cm     | zwischen 1876 und 1890        | Russisches Museum, Petersburg                                                          |
|      | Winter.                                                      | Öl auf Papier                 | 18,8 × 28,5 cm   | 1876                          | Russisches Museum                                                                      |
|      | Dächer im Winter.                                            | Öl auf Papier                 | 40 × 25 cm       | 1876                          | Russisches Museum, Petersburg                                                          |
|      | Winter.                                                      | Öl auf Leinwand               | 12,5 × 18,5 cm   | 1890–1895                     | Kunstmuseum Jekaterinburg                                                              |
|      | Mondlicht im Winterwald.                                     | Öl auf Papier (auf Leinwand)  | 39 × 53,5 cm     | 1898–1908                     | Russisches Museum, Petersburg                                                          |
|      | Mondnacht. Winter.                                           | Öl auf Karton                 | 22 × 34 cm       | bis 1910                      | Staatliches Kunstmuseum Tscheljabinsk                                                  |
|      | Winter.                                                      | Öl auf Karton                 | 20,3 × 32 cm     | bis 1910                      | Kunstmuseum Stawropol                                                                  |
|      | Sonnenuntergang.                                             | Öl auf Leinwand               | 39,2 × 53,5 cm   | 1900er                        | Kunstmuseum Kursk                                                                      |
|      | Feld.                                                        | Öl auf Leinwand (auf Karton)  | 19,5 × 40,6 cm   | um 1910                       | Kunstmuseum Kursk                                                                      |
|      | Mondnacht. Sinnieren.                                        | Öl auf Leinwand (auf Karton)  | 25 × 40,5 cm     | zwischen 1876 und 1890        | Russisches Museum, Petersburg                                                          |